# 鄭聖珠
鄭聖珠（1956年7月26日—），大韓民國電視編劇，常見錯譯為鄭成珠。

## 作品

### 電視劇
- 1994年：MBC《大姊》
- 1996年：MBC《不離婚的原因》
- 1999年：MBC《玫瑰與豆芽》
- 2002年：MBC《自從遇見你》
- 2005年：MBC《歐巴桑》
- 2005年：MBC《律師們》
- 2006年：SBS《意外情緣My Love》
- 2012年：JTBC《妻子的資格》
- 2014年：JTBC《密會》
- 2015年：SBS《聽到傳聞》
- 2024年：Netflix《末日愚者》

## 經歷
- 梨花女子大學

## 獲獎
- 2000年：第36屆百想藝術大賞－電視劇劇本賞（玫瑰與豆芽）
- 2014年：第50屆百想藝術大賞－電視劇劇本賞（密會）
- 2014年：第三屆大田電視劇節－劇本賞（密會）
- 2015年：第42屆 韓國放送大賞－作家賞（聽到傳聞）

## 外部連結
- NAVER （页面存档备份，存于）